# DANCE & CHANCE
「DANCE & CHANCE」（ダンス アンド チャンス）は、ココナッツ娘（後に「ココナッツ娘。」に改名）の2ndシングル。1999年8月25日にSME Recordsから発売された。

## 概要
つんく♂プロデュースにより誕生した、ココナッツ娘の2ndシングル。
「DANCE & CHANCE (English Version)」は、テレビ東京系列「アイドルをさがせ!」エンディングテーマ。
「ズルい女 (English Version)」は、シャ乱Qのシングルを英文歌詞に訳したカバー曲である。

## 収録曲
全作詞・作曲：つんく　全英訳詞：Lynne Hobday
1. DANCE & CHANCE
編曲：河野伸
2. DANCE & CHANCE (English Version)
編曲：河野伸
3. ズルい女 (English Version)
編曲：村山晋一郎
4. DANCE & CHANCE (Backing Track)

## 参加ミュージシャン
DANCE & CHANCE
- プログラミング：河野伸
- ベース：笹本安詞
- ギター：稲葉政裕
- コーラス：ココナッツ娘・DAWN MOORE・TAHIRIH

## オムニバスアルバム収録曲
- DANCE & CHANCE (English Version)：プッチベスト～黄青あか～ - トラック:15